# 리쉐젠
리쉐젠(중국어: 李雪健, 병음: Li Xuejian, 한자음: 이설건, 1954년 7월 7일 ~ )은 중화인민공화국의 배우이다.
산둥성 허쩌시에서 태어났다.

## 방송
- 묵, 로두!
- 유니재행복
- 명운
- 新상해탄

## 영화
- 봉신연의: 조가풍운 (2023년) - 희창 역
- 유랑지구 2 (2023년)
- 묵, 로두! (2015년)
- 유니재행복 (2013년)
- 1942 (2012년)
- 인생은 기적 (2010년)
- 산사나무 아래 (2010년)
- 기성 오청원 (2007년)
- 구름의 남쪽 (2004년) - 쉬다친 역
- 행복한 날들 (2000년)
- 시황제 암살 (1998년)
- 수호전 (1996년)
- 트라이어드 (1995년)
- 푸른색 연 (1993년)
- 사십불혹 (1992년)